# 吴建芳
吳建芳，出生於湖北武漢，現居香港，資深傳媒人。1982年畢業于華中師範大學中文系，漢語言文學學士，武漢大學助教研究生學歷。歷任香港中國文化院執行董事、香港各界文化促進會副會長兼總幹事、香港各界扶貧促進會總幹事、香港文匯報副總經理兼香港文匯報國際公關顧問有限公司董事總經理、大公報高級記者、香港文匯報廣州與深圳辦事處主任、廣州大學中文系教師等。

## 社會職務
第十二屆湖北省政協委員、第十屆及十一屆廣東省政協委員、華中師範大學文學院兼職教授、廣州大學文學院客座教授、香港金融管理學院客座教授；香港湖北社團總會副會長、香港各界文化促進會副主席、香港新聞工作者聯會秘書長、香港四川社團總會秘書長、香港義工聯盟副秘書長、華中師範大學香港校友會常務副會長等。
策劃和參與策劃舉辦過百場有影響力的文化沙龍、高端論壇、兩地經貿文化學術交流大型活動等。在相關學校教授《香港核心價值和兩地文化比較》、《大型活動策劃組織與管理實務》和《公務與商務接待禮儀》等課程。
策劃主編出版《國學漢學大家訪談》，智庫學術報告《香港與內地經貿合作十五年報告》藍皮書、《粵港澳合作報告》等多部書籍；個人著有《不一樣的天空》、《情愛經歷》、《龍飛鳳舞》等散文作品集。